# La Confesión (película de Costa Gavras)
La Confesión (L'Aveu es el título original en francés) es una película franco - italiana dirigida por Costa-Gavras, estrenada en 1970. Es una adaptación del libro del mismo nombre de Artur London con guion de Jorge Semprún.

## Sinopsis
En enero de 1951 en Praga, Artur London, conocido como Gérard, un alto funcionario del régimen comunista checoslovaco, es acusado de espionaje en beneficio de los Estados Unidos en el Proceso de Praga de 1952. Se intenta arrancarle la confesión de crímenes que no cometió.

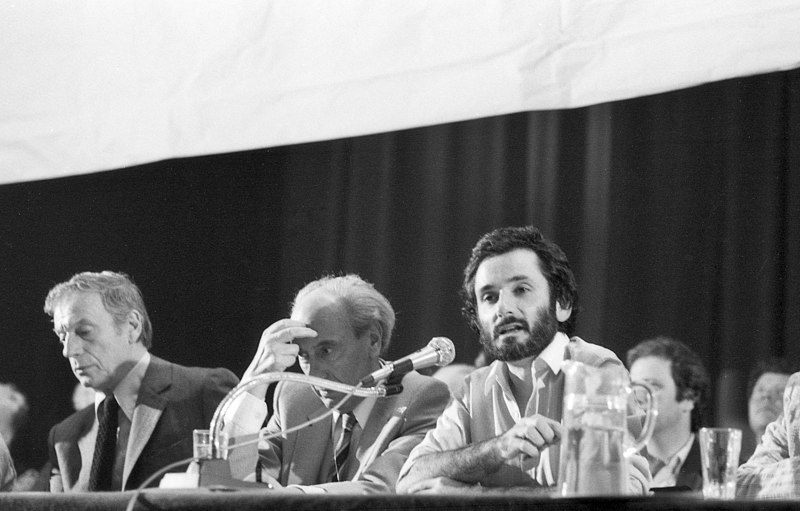
A la izquierda Yves Montand, actor principal en La Confesión y en el centro Artur London, autor del libro en el que se basa la película en un acto en defensa de los presos de la Carta 77

Roto por la tortura y las privaciones — se le impide dormir, comer y se le obliga a caminar constantemente durante su interrogatorio — termina confesando ante el tribunal crímenes que no cometió, recitando un texto confesional que sus carceleros le hicieron aprender de memoria. Se quiere en particular obligarle a definirse como partidario de Tito, líder comunista yugoslavo o de Trotski, siendo ambos notorios enemigos de Stalin .
Tras su rehabilitación en 1956, London emigró a Francia y, mientras condenaba el estalinismo, se mantuvo fiel al ideal comunista de su juventud. Pero se da cuenta de que, incluso después de la muerte de Stalin, la URSS y las democracias populares no son tan libres como él imaginaba y deseaba. De regreso a Checoslovaquia con motivo de la Primavera de Praga, el mismo día de su llegada presenció la invasión del país por las fuerzas del Pacto de Varsovia .

## Ficha técnica
- Título original : L'Aveu
- Título en español : La Confesión
- Director : Costa Gavras
- Asistente : Alain Corneau
- Guion : Jorge Semprún, basado en la obra de Artur London
- Fotografía : Raoul Coutard
- Camarógrafo : Georges Lirón
- Música : Giovanni Fusco
- Fotógrafo de platós : Yves Mirkine
- Montaje: Françoise Bonnot
- Producción : Robert Dorfmann, Bertrand Javal
- Compañías de producción : Films Pomereu, con la participación de Films Corona, Produzione Intercontinentale Cinematografica, Fono Roma y Selenia Cinematografica
- Distribución : Valoria Films (Francia)
- País de origen : Francia,  Italia
- Formato : 35 mm - Color - Ratio : 1,66:1
- Género : Drama, thriller, política
- Duración : 140 minutos
- Fechas de estreno:[5]
  -  Francia : 29 de abril de 1970

## Producción

### Génesis y desarrollo
Fue durante el montaje de la película Z, durante la cena de Navidad, cuando Claude Lanzmann habló con Costa-Gavras sobre Lise y Artur London, ex viceministro de Asuntos Exteriores de Checoslovaquia, uno de los tres supervivientes del Proceso de Praga. En este juicio, uno de los acusados es Rudolf Slánský, antiguo secretario general del Comité Central del Partido Comunista Checoslovaco, y se llevó a cabo en noviembre de 1952 .
Muchos intelectuales de su generación se habían entusiasmado con el comunismo porque les parecía que abría formidables perspectivas, hasta que, poco a poco, se tomó conciencia del trasfondo totalitario.
Yves Montand, antiguo compañero de viaje del Partido Comunista, también se adhiere al proyecto y la financiación se consigue gracias al éxito de Z.
A principios de la década de 1970, el peso de la ideología comunista era enorme; el Partido Comunista Francés sigue siendo el primer partido de izquierdas en Francia y la línea política del partido todavía está marcada por el estalinismo .
Costa-Gavras dirá más tarde que estaba bajo mucha presión, varios técnicos o actores en la película le dijeron que no hiciera: « En los platós, las relaciones con la URSS o el Partido Comunista constituían un debate permanente. Había técnicos comunistas.» 
El rodaje se desarrolla casi en continuidad con la acción. Yves Montand perdió diecisiete kilos, para mostrar en pantalla los efectos producidos por los malos tratos sufridos por los acusados de este juicio amañado. En particular, afirmó: « Había en lo que me impuse (para este papel) algo así como un acto de expiación » .

## Recibimiento

### En Francia
Con esta película se acusa a Costa-Gavras de atentar contra la izquierda, después de haber sido acusado de atentar contra la derecha con la película Z. Costa-Gavras responde que solo quería denunciar el totalitarismo. 
El Partido Comunista Francés (PCF), que recientemente ganó las elecciones cantonales lo acusa « de haber hecho de un libro comunista [...] una película anticomunista » . Sin embargo, L'Aveu, estrenada en abril de 1970, disfrutó de un éxito considerable y se convirtió en un auténtico fenómeno político y cultural, revolucionando su época. La película reunió en Francia a más de dos millones de espectadores. En diciembre de 1976, Jean Kanapa, teórico del alejamiento del PCF respecto de Moscú, declaró tras la proyección de la película que "debería haber sido financiada por el partido y alega ignorancia". Yves Montand no le cree y pronuncia palabras duras sobre él, mientras que Simone Signoret y Chris Marker (autor de un documental sobre el rodaje de L'Aveu ) quieren ver en sus declaraciones una señal de cambio por parte del PCF Están equivocados. En 1977, Georges Marchais, secretario general del PCF, persistió y afirmó:  "L'Aveau es una película anticomunista"

### En otras partes del mundo
Vincent Canby del The New York Times considera que L'Aveu no es una película mejor que Z. Sin embargo, lo ve como « mucho más complejo, mucho más humano» y por lo tanto «mucho más interesante» . Él califica de « conmovedora película de angustia intelectual y emocional, dramatizada por los dispositivos sin aliento del melodrama ». Roger Ebert escribe: « No es un thriller como Z, y no podría serlo, porque al final no emerge la justicia ni hay villanos que desenmascarar. ». En cuanto a la orientación ideológica de la película, especifica que « Costa-Gavras destacó que la película es antiestalinista, no anticomunista» . Pauline Kael del The New Yorker, por su parte, ve en la película un « demostración reflexiva e inteligente de cómo los hombres fuertes e idealistas de carácter se convierten en peones de la historia ».

## Distinciones
La película recibió en 1971 una nominación al Globo de Oro a la Mejor Película en Lengua Extranjera . 
También fue nominado a los Premios de las Naciones Unidas en los Premios de Cine de la Academia Británica de 1971 .

## Sobre la película
- La película termina con una toma que muestra a un grupo de cinco personas (un sexto guardia de pie) escribiendo con pintura en una pared: Lenine, probuď se, oni se zbláznil ! ( ' ¡Lenin, despierta, se han vuelto locos! » ) . Este eslogan prevaleció en Praga durante la represión de la Primavera de Praga en agosto de 1968 .
- Cuando se estrenó, L'Aveu fue precedido por el cortometraje de animación Le Diamant  de Paul Grimault .
- Cuando Artur (Gerard)  llega a prisión al comienzo de la película, recuerda la Revolución Rusa y la Segunda Guerra Mundial en forma de imágenes de archivo.
- El director de fotografía de la película, Raoul Coutard, hace un cameo en ella como camarógrafo filmando el Juicio de Praga .
- Durante la Primavera de Praga, se previó una coproducción franco-checoslovaca, que los acontecimientos posteriores (invasión de Checoslovaquia por los ejércitos del Pacto de Varsovia) hicieron imposible. La película se rodó en Lille: la nueva bolsa de valores de Lille representa un ministerio en Praga. Cuando Gérard (Yves Montand) deja esta administración, vemos un viejo vagón del tranvía de Mongy . Los viajes en coche (Tatra y Citroën Traction Avant) se realizaban por las calles de Roubaix. El encuentro entre Gérard (Yves Montand) y su antiguo carcelero, Vladimír Kohoutek (Gabriele Ferzetti ), tiene lugar en la Grand Place de Arras.
- En 1981, poco después de la llegada al poder de la izquierda, Yves Montand y Artur London se reunieron en la Maison de la Mutualité de París para decir «Nunca más La confesión ».[12]

### Artículos relacionados
- Juicios de Moscú
- Juicio de Praga
- Primavera de Praga
- 1984